# Ям-Тёсовское сельское поселение
Ям-Тёсовское сельское поселение — муниципальное образование в составе Лужского муниципального района Ленинградской области.
Административный центр — деревня Ям-Тёсово.

## География
Поселение расположено в восточной части района.
По территории поселения проходят автодороги:
- 41А-004 (Павлово — Луга)
- 41К-662 (Оредеж — Чолово)
- 41К-659 (подъезд к дер. Курско и Пищи)

Расстояние от административного центра поселения до районного центра — 50 км.

## История
В начале 1920-х годов в составе Тёсовской волости Новгородского уезда Новгородской губернии был образован Ям-Тёсовский сельсовет с центром в деревне Ям-Тёсово.
В августе 1927 года Ям-Тёсовский сельсовет вошёл в состав Оредежского района Ленинградской области.
В ноябре 1928 года центр сельсовета был перенесён в деревню Пристань, а сельсовет переименован в Пристанский.
22 октября 1959 года Оредежский район был ликвидирован, Пристанский сельсовет вошёл в состав Лужского района.
22 мая 1965 года к Пристанскому сельсовету был присоединён упразднённый Моровинский сельсовет.
По данным 1966 года административным центром Пристанского сельсовета являлась деревня Ям-Тёсово.
По данным 1990 года Пристанский сельсовет был переименован в Ям-Тёсовский сельсовет, в его состав включён бывший Волосковский сельсовет.
18 января 1994 года постановлением главы администрации Ленинградской области № 10 «Об изменениях административно-территориального устройства районов Ленинградской области» Ям-Тёсовский сельсовет, также как и все другие сельсоветы области, был преобразован в Ям-Тёсовскую волость.
1 января 2006 года в соответствии с областным законом № 65-оз от 28 сентября 2004 года «Об установлении границ и наделении соответствующим статусом муниципального образования Лужский муниципальный район и муниципальных образований в его составе» было образовано Ям-Тёсовское сельское поселение, в состав которого вошли территории бывших Приозёрной и Ям-Тёсовской волостей.

## Население
| 2006  | 2010  | 2011  | 2012  | 2013  | 2014  | 2015  |
| ----- | ----- | ----- | ----- | ----- | ----- | ----- |
| 3500  | ↘3428 | ↘3414 | ↘3359 | ↘3305 | ↘3255 | ↗3259 |
| 2016  | 2017  | 2018  | 2019  | 2020  | 2021  | 2023  |
| ↘3217 | ↘3177 | ↘3116 | ↘3068 | ↘3006 | ↘2936 | ↘2849 |
| 2024  | 2025  |       |       |       |       |       |
| ↘2805 | ↘2737 |       |       |       |       |       |

## Состав сельского поселения
| №  | Населённый пункт  | Тип населённого пункта          | Население    |
| -- | ----------------- | ------------------------------- | ------------ |
| 1  | Бережок           | деревня                         | ↘1 (2017)    |
| 2  | Большие Березницы | деревня                         | ↘6 (2017)    |
| 3  | Бор               | деревня                         | ↘6 (2017)    |
| 4  | Бутково           | деревня                         | →5 (2017)    |
| 5  | Волкино           | деревня                         | ↘20 (2017)   |
| 6  | Волосково         | деревня                         | ↘7 (2017)    |
| 7  | Вяжищи            | деревня                         | ↘14 (2017)   |
| 8  | Горыни            | деревня                         | ↘23 (2017)   |
| 9  | Донец             | деревня                         | ↘12 (2017)   |
| 10 | Жерядки           | деревня                         | ↘4 (2017)    |
| 11 | Жилое Рыдно       | деревня                         | ↘2 (2017)    |
| 12 | Загорье           | деревня                         | ↘21 (2017)   |
| 13 | Замежье           | деревня                         | ↘9 (2017)    |
| 14 | Замостье          | деревня                         | ↘5 (2017)    |
| 15 | Запередолье       | деревня                         | ↘17 (2017)   |
| 16 | Заполье           | деревня                         | ↗36 (2017)   |
| 17 | Заручье           | деревня                         | ↘8 (2017)    |
| 18 | Заслуховье        | деревня                         | ↘46 (2017)   |
| 19 | Кипино            | деревня                         | ↘9 (2017)    |
| 20 | Клуколово         | деревня                         | ↘4 (2017)    |
| 21 | Клюкошицы         | деревня                         | ↘34 (2017)   |
| 22 | Корешно           | деревня                         | →4 (2017)    |
| 23 | Куболово          | деревня                         | →3 (2017)    |
| 24 | Курско            | деревня                         | →0 (2017)    |
| 25 | Лазарево          | деревня                         | →6 (2017)    |
| 26 | Любище            | деревня                         | ↘9 (2017)    |
| 27 | Лютка             | деревня                         | ↘11 (2017)   |
| 28 | Милодеж           | деревня                         | ↗30 (2017)   |
| 29 | Моровино          | деревня                         | ↘69 (2017)   |
| 30 | Надбелье          | деревня                         | ↗67 (2017)   |
| 31 | Никулкино         | деревня                         | ↘5 (2017)    |
| 32 | Новое Березно     | деревня                         | ↘3 (2017)    |
| 33 | Паншино           | деревня                         | ↘5 (2017)    |
| 34 | Печково           | деревня                         | →66 (2017)   |
| 35 | Пищи              | деревня                         | ↗14 (2017)   |
| 36 | Поддубье          | деревня                         | ↗7 (2017)    |
| 37 | Приозёрный        | посёлок                         | ↘749 (2017)  |
| 38 | Пристань          | деревня                         | ↘43 (2017)   |
| 39 | Савлово           | деревня                         | ↘54 (2017)   |
| 40 | Туховежи          | деревня                         | ↗8 (2017)    |
| 41 | Усадищи           | деревня                         | ↘35 (2017)   |
| 42 | Ушницы            | деревня                         | ↘1 (2017)    |
| 43 | Филипповичи       | деревня                         | ↘5 (2017)    |
| 44 | Фралёво           | деревня                         | ↘13 (2017)   |
| 45 | Хомировичи        | деревня                         | →13 (2017)   |
| 46 | Чолово            | деревня                         | →2 (2017)    |
| 47 | Чолово            | посёлок                         | ↘71 (2017)   |
| 48 | Щупоголово        | деревня                         | ↘20 (2017)   |
| 49 | Ям-Тёсово         | деревня, административный центр | ↘1542 (2017) |

## Археология
На реке Оредеж находится городище Надбелье.